# Ли, Юрий Виссарионович
Юрий Виссарионович Ли (род. 10 апреля 1977 года, Алма-Ата, Казахская ССР) — казахстанский политический и общественный деятель. Депутат Мажилиса Парламента Казахстана VII созыва (2021—2023).

## Биография
Окончил в 1995 году Алматинский экономический колледж (специальность — Бухгалтерский учет), в 1999 году — Высшую школу права «Адилет» (специальность — Правоведение), в 2004 году — Международную академию бизнеса (специальность — Финансы и кредит).
1999—2000 гг. — юрист Исполнительной дирекции по организации и проведению национальной лотереи в Республике Казахстан.
1999—2001 гг. — преподаватель кафедры Казахского государственного университета международных отношений и мировых языков имени Абылай хана.
2000—2004 гг. — юрист ОАО «Строймонтаж».
2001—2004 гг. — заместитель директора, директор ТОО «Гестор — Доминус».
2004—2007 гг. — директор юридического департамента АО «Caspian Investment Holding».
2006—2006 гг. — член совета директоров АО «Банк Каспийский».
2007—2007 гг. — советник президента, управляющий директор АО «Caspian Investment Holding».
2008—2011 гг. — управляющий директор, заместитель председателя правления АО «Kaspi bank».
2014—2017 гг. — советник председателя совета директоров АО «БТА банк».
2018—2021 гг. — председатель ОЮЛ «Национальная палата коллекторов Казахстана».
С 15 января 2021 г. — по 19 января 2023 г. — депутат Мажилиса Парламента Казахстана VII созыва от Ассамблеи народа Казахстана.
С 20 января 2023 г. — генеральный директор Общественного фонда «Финансовая культура Казахстана».

## Награды
- Медаль «Ерен еңбегі үшін» (За трудовое отличие)